# Oregonator
El Oregonator es un modelo teórico para un tipo de reacción autocatalítica. Es el modelo realista más simple de la dinámica química de la reacción oscilatoria de Belousov-Zhabotinsky.  Fue creado por Richard Field y Richard M. Noyes en la Universidad de Oregon.  Es un acrónimo de Oregón y oscilador.
Anteriormente, el modelo Brusselator fue propuesto por Ilya Prigogine y sus colaboradores en la Universidad Libre de Bruselas  como un acrónimo de Bruselas y oscilador.
Es un modelo reducido del mecanismo FKN (desarrollado por Richard Field, Endre Kőrös y Richard M. Noyes) que aún implicaba 11 reacciones y 12 especies (21 especies intermedias y 18 pasos elementales). El Oregonator se caracteriza por las reacciones:
{\displaystyle {\begin{aligned}{\text{I}}\quad &A+Y\longrightarrow X+P\\[5pt]{\text{II}}\quad &X+Y\longrightarrow 2P\\[5pt]{\text{III}}\quad &A+X\longrightarrow 2X+2Z\\[5pt]{\text{IV}}\quad &2X\longrightarrow A+P\\[5pt]{\text{V}}\quad &B+Z\longrightarrow {\frac {1}{2}}fY\\[5pt]&{\frac {d[X]}{dt}}=k_{I}[A][Y]-k_{II}[X][Y]+k_{III}[A][X]-2k_{IV}[X]^{2}\\[5pt]&{\frac {d[Y]}{dt}}=-k_{I}[A][Y]-k_{II}[X][Y]+{\frac {1}{2}}fk_{V}[B][Z]\\[5pt]&{\frac {d[Z]}{dt}}=2k_{III}[A][X]-k_{V}[B][Z]\end{aligned}}}